# Wrzesiny (województwo lubuskie)
Wrzesiny (dawniej Włoskowo, niem. Wachsdorf) – wieś w Polsce położona w województwie lubuskim, w powiecie żagańskim, w gminie Brzeźnica.
W latach 1975–1998 miejscowość należała administracyjnie do województwa zielonogórskiego.

## Zabytki
W miejscowości znajduje się cmentarz z kaplicą, pozostałości dwóch budynków dworskich wraz z zabudową i budynek przedwojennej gospody.
Do wojewódzkiego rejestru zabytków wpisany jest:
- kościół filialny pod wezwaniem św. Jana Chrzciciela, z XIV wieku, przebudowany w XV wieku, w 1771 roku.

## Demografia
Poniżej znajduje się tabela z liczbą mieszkańców wsi na przestrzeni lat:
| Rok  | Liczba ludności |
| ---- | --------------- |
| 1998 | 364             |
| 2002 | 349             |
| 2008 | 363             |
| 2011 | 345             |
| 2021 | 318             |

Od 1998 do 2021 roku liczba osób mieszkających we Wrzesinach zmniejszyła się o 12,6%.